# Münzenberg (Quedlinburg)

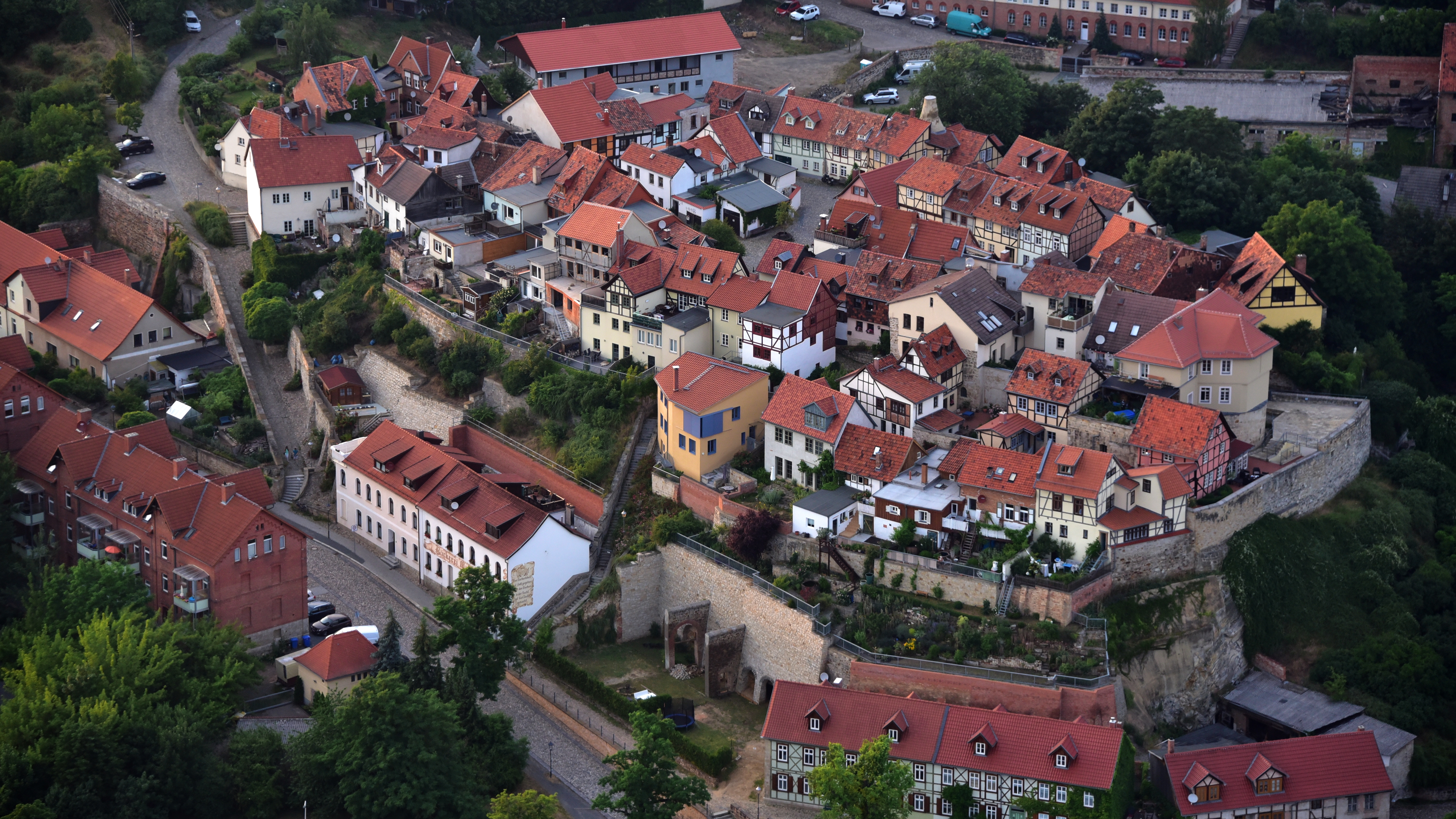
Münzenberg, Luftaufnahme (2017)

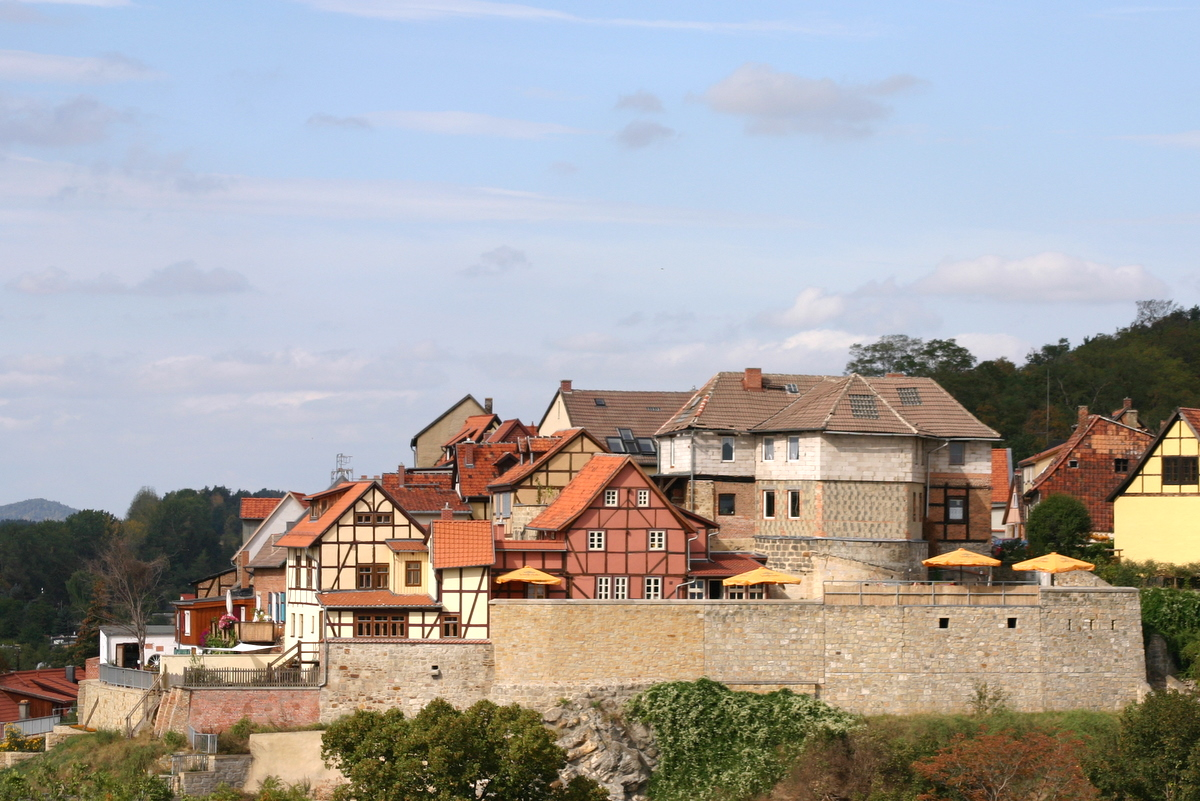
Der Münzenberg in Quedlinburg

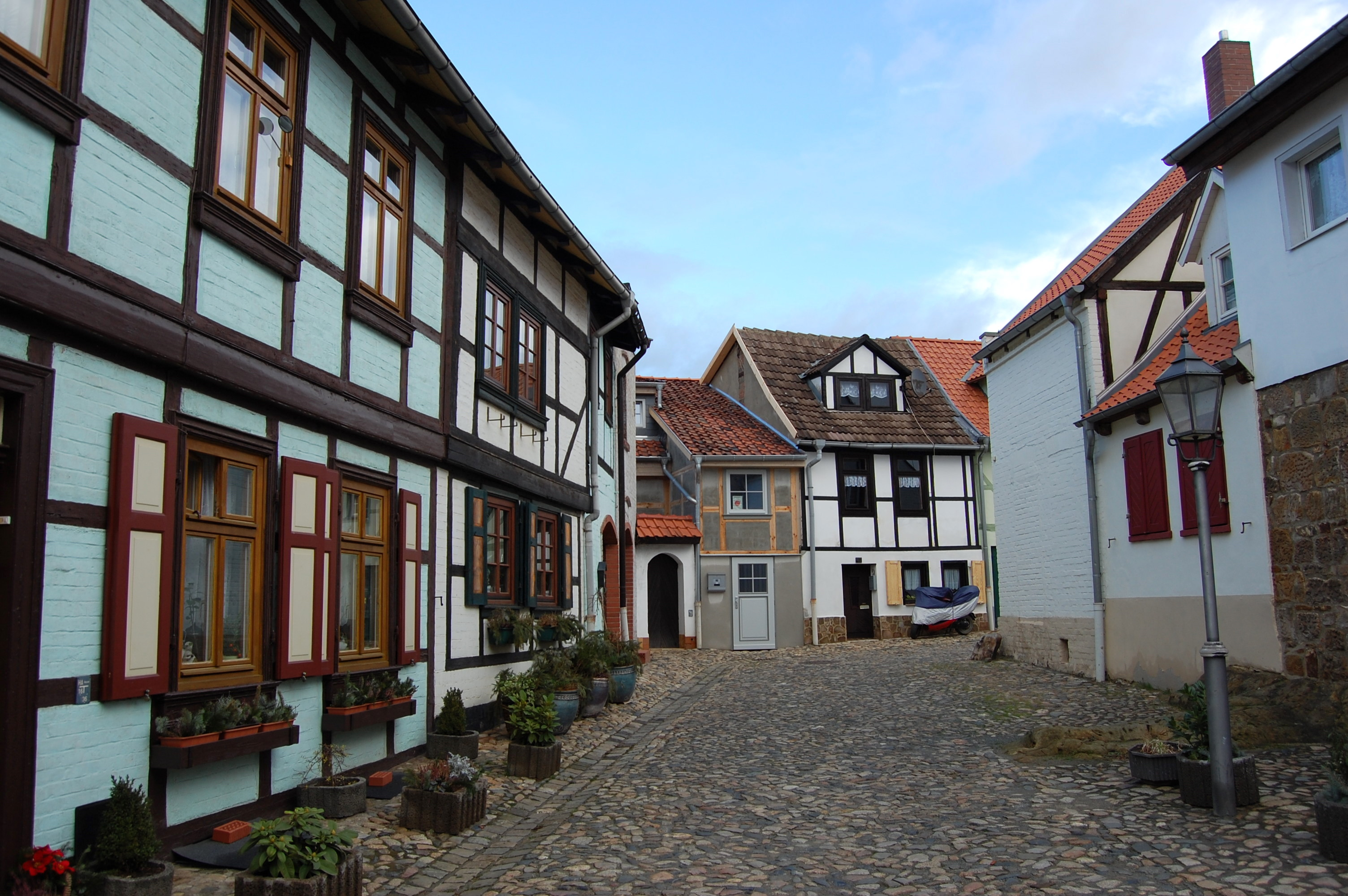
Straßenzug auf dem Münzenberg

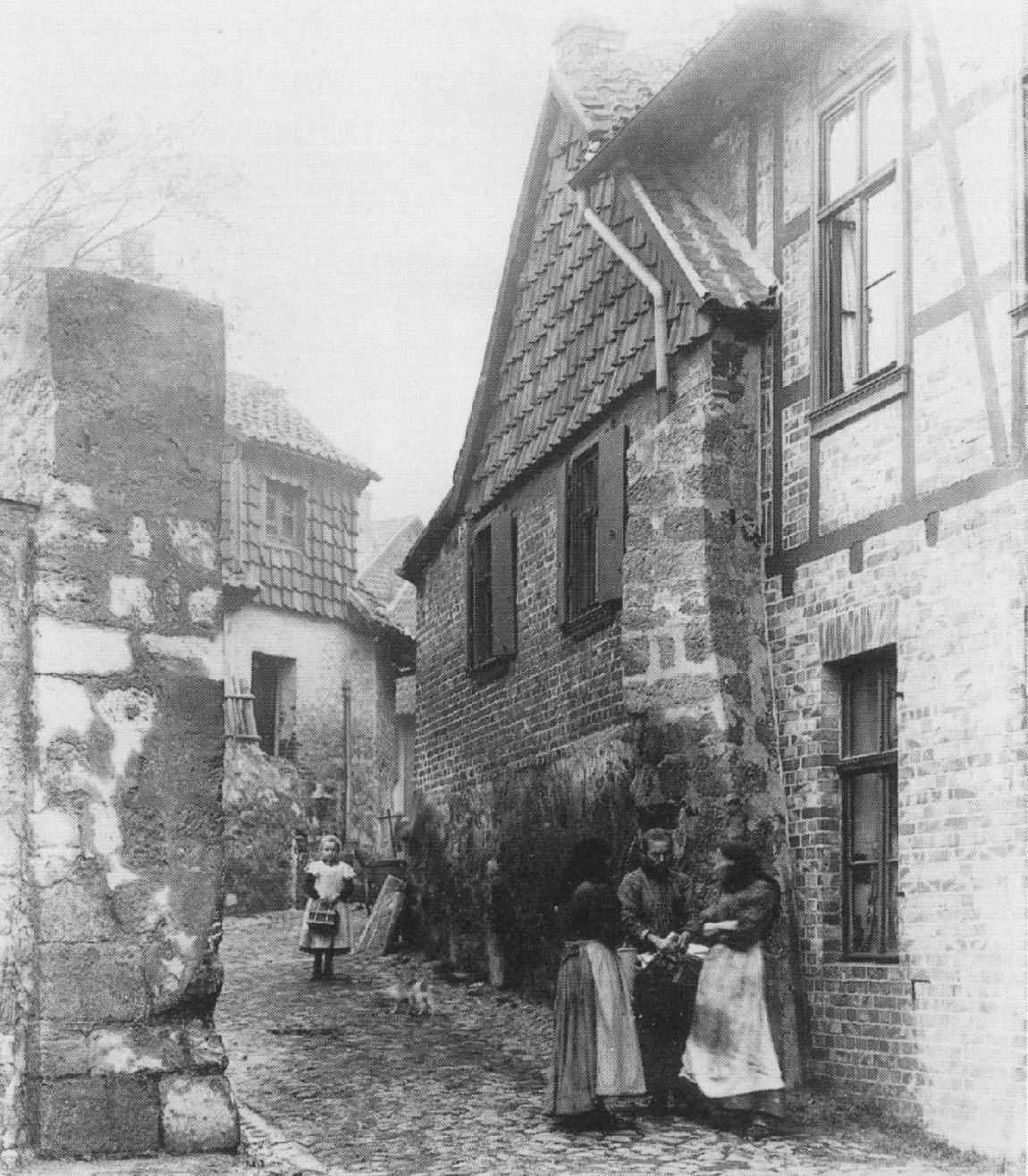
Westlicher Zugang zum Münzenberg bei Haus Nummer 36 um 1900

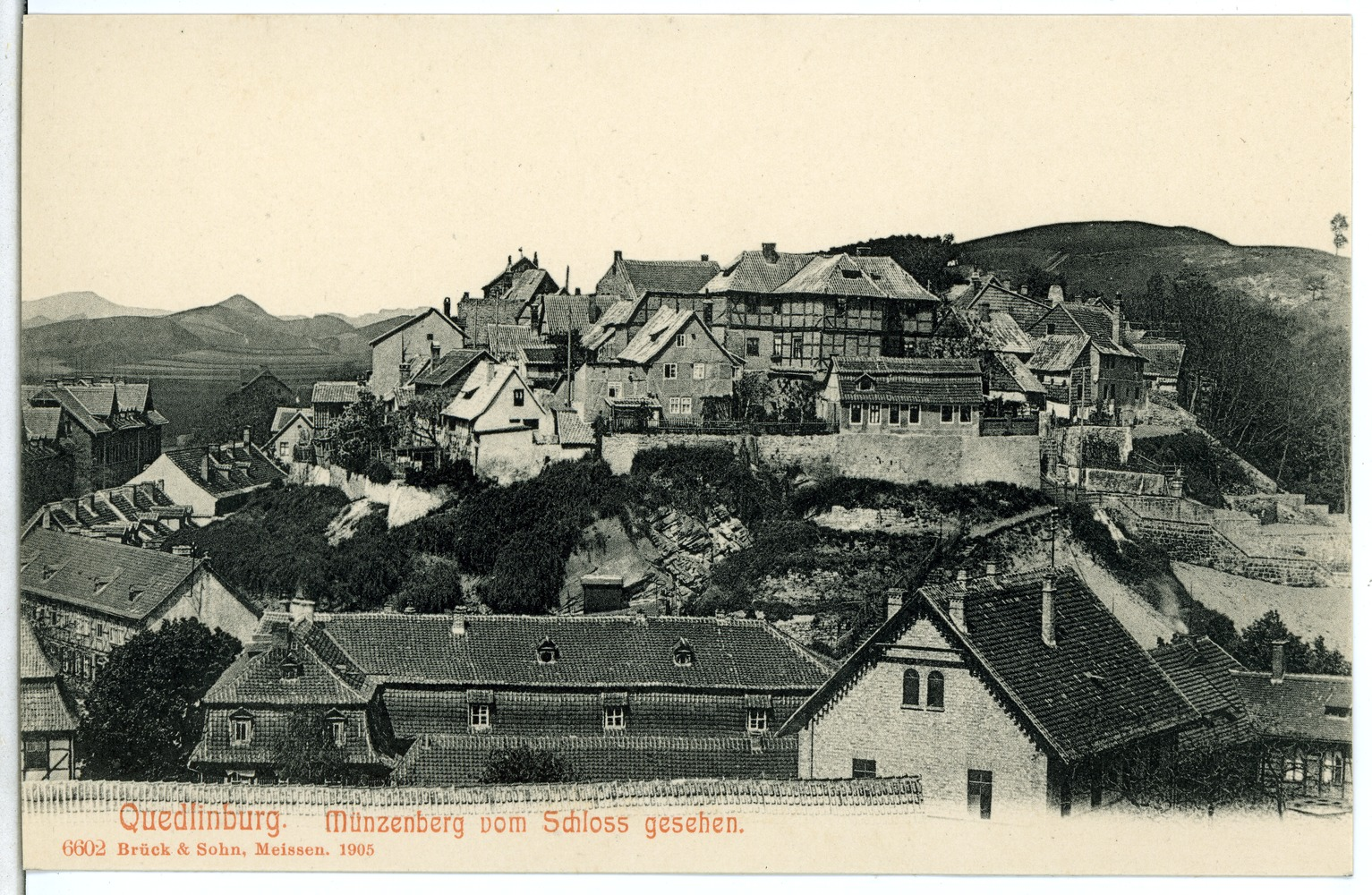
Blick auf den Münzenberg im Jahr 1905

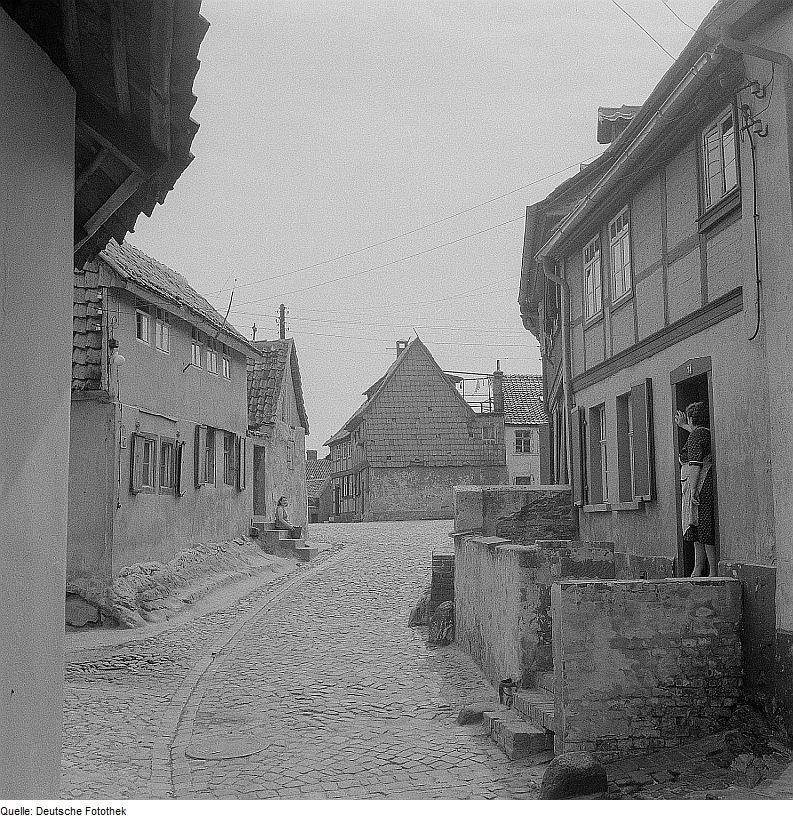
Straßenzug, links Haus Münzenberg 65

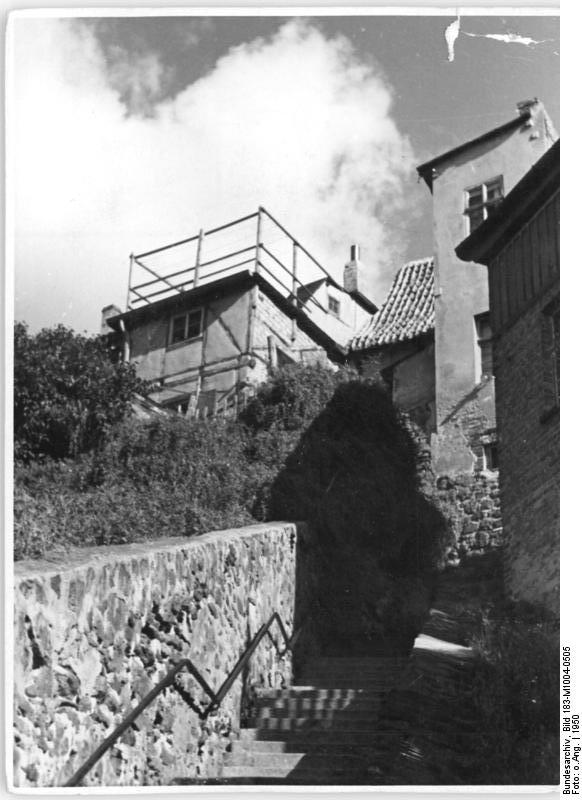
Münzenberg, 1950

Der Münzenberg ist ein Stadtteil von Quedlinburg.

## Lage
Er besteht aus etwa 65 meist zweistöckigen Fachwerkhäusern, die auf dem gleichnamigen Berg westlich der Quedlinburger Altstadt errichtet wurden und einen weiten Ausblick über Quedlinburg und das Harzer Vorland bieten. Im südöstlichen Teil befindet sich ein rechteckiger Häuserblock, der das Gebiet einer ehemaligen Klosterkirche umschließt.

## Name
Die Bedeutung des Namens ist unklar. Eine Münzstätte scheint sich auf dem Berg nicht befunden zu haben, so dass eine solche Namensherkunft unwahrscheinlich ist. Um das Jahr 1000 wurde die Erhebung als mons occidentalis (dt.: westlicher Berg) bezeichnet. Im 13. Jahrhundert erfolgte eine Erwähnung als Montsingeberg und Muntzingeberg, 1314 dann als Unzingeberg.

## Geschichte
Der Bereich um den Münzenberg war nach den festgestellten archäologischen Funden bereits seit dem 5. Jahrtausend vor Beginn unserer Zeitrechnung besiedelt. So wurde der Hang zum Mühlgraben in der Jungsteinzeit von Menschen der Linienbandkeramik-Kultur bewohnt.
1968 konnten bei Erdarbeiten umfangreiche Funde gemacht werden, die eine Nutzung des Bereichs im 10. Jahrhundert und die Fortsetzung der Nutzung bis ins 12. Jahrhundert belegen. In den 1950er Jahren war bei Verlegung erster Wasserleitungen ein aus Stein gearbeiteter Kopfnischensarg gefunden worden. Spätere Arbeiten führten auf dem Grundstück Münzenberg Nr. 4 zum Fund einer in den Felsen eingetieften Grabgrube. Weitere ebenfalls mittelalterliche Körperbestattungen wurden vor den Häusern 17 und 18 gefunden.
Grund des Entstehens der Siedlung auf dem Münzenberg war die Stiftung und Gründung eines Benediktinerinnenklosters und der St. Marienkirche. Gestiftet wurden Kloster und Kirche in der Amtszeit der ersten Äbtissin (des Stiftes) Mathilde im Jahr 986 in unmittelbarer Nähe zum ottonischen Königshof auf dem benachbarten Schlossberg. Das Kloster war im Jahr 995 fertiggestellt. Durch einen Blitzschlag 1015 teilzerstört, wurde der Wiederaufbau bereits 1017 abgeschlossen.
Bestand hatte dieses Kloster bis zum Bauernkrieg beziehungsweise zur Reformation, die in Quedlinburg im Jahr 1539 unter der Herrschaft der Äbtissin Anna II. eingeführt wurde. Das Kloster wurde aufgegeben, der Kirchenschatz in die Stiftskirche überführt. Einige Schwestern lebten noch bis zu ihrem Tode in den Gebäuden. Im Übrigen stand dieses Kloster einige Jahrzehnte leer und verfiel. Es wurde zum Teil als Steinbruch genutzt.
Etwa ab 1580 wurde der Münzenberg von Handwerkern, fahrenden Leuten und Musikern besiedelt. Elisabeth II. von Reinstein, Äbtissin des freiweltlichen Frauenstifts, erlaubte Armen die Besiedlung des Münzenberges. Weil es sich meist um Leute handelte, die nicht den gängigen bürgerlichen Gewerken angehörten, waren die Quedlinburger nicht sehr erbaut über die neue Nachbarschaft und lange Zeit war „Münzenberger“ in Quedlinburg fast ein Schimpfwort. Angeblich sollen die Münzenberger frisch gebackenen Väter ihre Neugeborenen zum Fenster hinausgehalten und gesagt haben: „Alles was de siehst is denne, derfst dich nur net fade lasse!“ (Alles was du siehst ist deins, darfst dich nur nicht erwischen lassen!) Es soll auch der Brauch bestanden haben, Neugeborenen eine Trompete und eine Münze über die Wiege zu halten. Griff das Kind nach der Trompete, so würde es Musikant, beim Griff nach der Münze Dieb werden. Auf dem Münzenberg entwickelte sich auch ein eigener Wortschatz.
Die neuen Bewohner des Münzenbergs errichteten inmitten der Ruinen der Klosteranlage planlos ihre kleinen Fachwerkhäuser. Für die Bauten wurde Baumaterial der eingestürzten Gebäude genutzt. Auch wurden erhalten gebliebene Mauern in die neuen Häuser einbezogen. Die dichte Bauweise und eine mangelhafte Wasserversorgung führten zu vielen Brandkatastrophen. So kam es 1600, 1608, 1609, 1611, 1615, 1677 und 1699 zu Großbränden auf dem Münzenberg.
1716 gründete der Pfarrer Elias Andreas Goeze im heutigen Haus Münzenberg 2, das nach einer Bauinschrift in diesem Jahr entstanden war, eine Schule. Er wollte damit der in einem Visitationsbericht bemängelten geistigen Verwahrlosung entgegenwirken. Auf dem Münzenberg lebten etwa 250 Menschen. Goeze ließ auch einen Brunnen ausräumen, der jedoch bereits kurze Zeit später wieder mit Unrat gefüllt war. Ein unter sozialen Aspekten durch die Äbtissin Marie Elisabeth von Holstein-Gottorp eingerichtetes Witwen- und Waisenhaus, in dem Wolle und Textilien hergestellt wurden, bestand nicht lange. Im 19. Jahrhundert wurde an das Münzenberger Rathaus ein Feuerwehrhaus angebaut. Der Münzenberg unterstand bis 1810 dem Frauenstift auf dem Schlossberg und wurde dann nach Quedlinburg eingemeindet.
Schwierig war die Wasserversorgung. Über lange Zeit wurde das Wasser mit Eimern vom am Fuße des Berges verlaufenden Mühlgraben geholt. Bis in die Mitte des 20. Jahrhunderts erfolgte die Wasserversorgung dann mit Schuckepumpen. Erst in den Jahren 1993 bis 1995 wurde die Siedlung an die zentrale Wasserver- und Abwasserentsorgung angeschlossen.
Nach der politischen Wende des Jahres 1989 wurde die historische Bausubstanz weitgehend saniert. Am 8. Dezember 2011 kam es zu einem Brand, bei dem das historische Fachwerkhaus Münzenberg 30 zerstört und die benachbarten Gebäude 29 und 31 beschädigt wurden.

## Museum Klosterkirche St. Marien

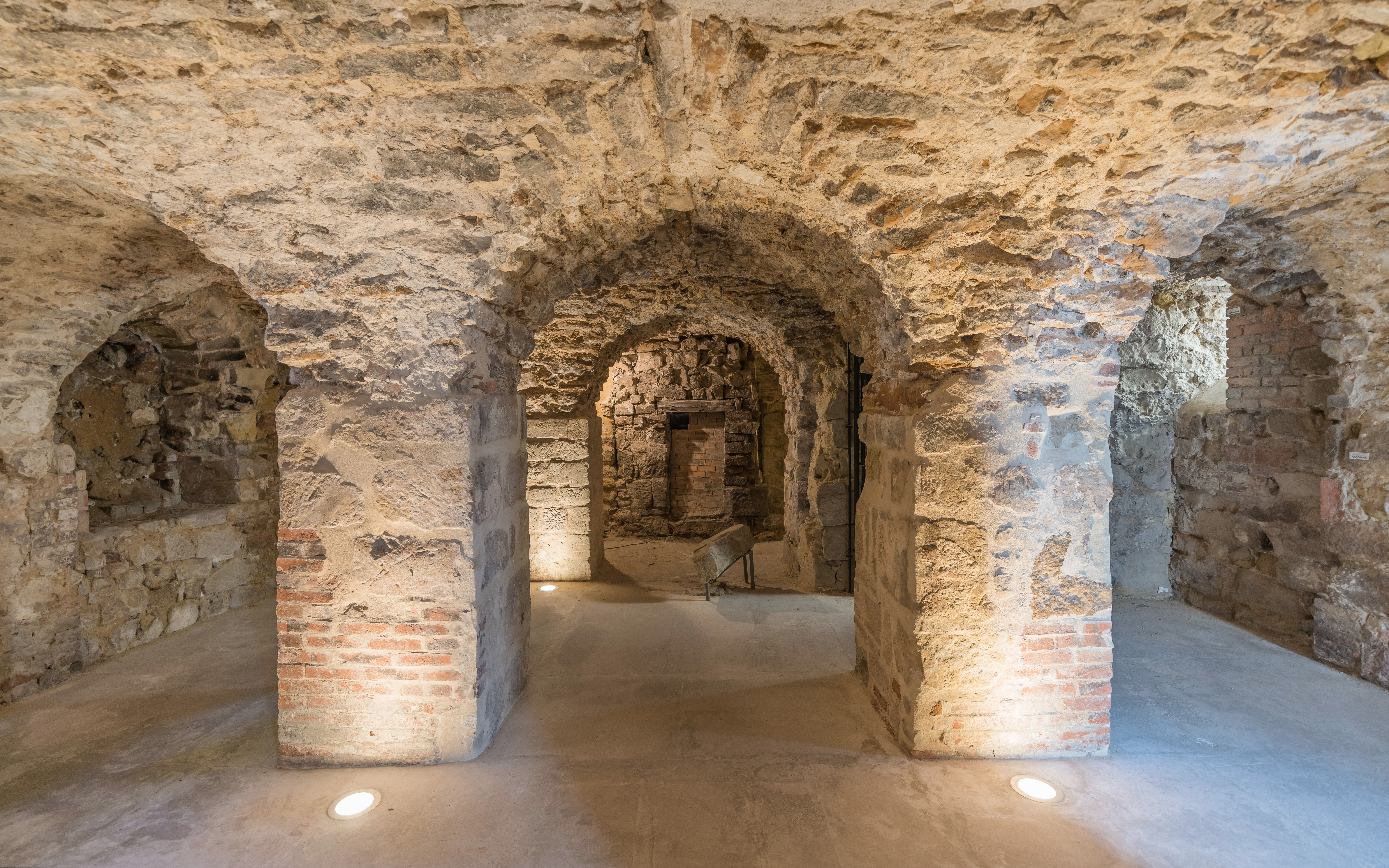
Erhaltener Innenraum der ehemaligen Westkrypta

Das Museum Klosterkirche St. Marien befindet sich zurzeit noch im Aufbau, ist aber bereits zu besichtigen. St. Marien enthält alle wichtigen Elemente einer ottonischen Basilika (Apsis, Querhaus, dreischiffiges Langhaus und Westbau). Im Jahr 986 errichtet, wurde sie bis zum Jahr 1536 als Kirche des Benediktinerklosters genutzt und danach für verschiedene Wohngebäude umgewidmet. 1994 kaufte der Chirurgie-Professor Siegfried Behrens mit seiner Frau eines der Häuser und ergänzte es in den Folgejahren durch weitere Zukäufe, um den Komplex als Museum zugänglich zu machen. 2006 wurden die Stiftung Klosterkirche St. Marien auf dem Münzenberg errichtet und der Deutschen Stiftung Denkmalschutz drei der Häuser übertragen. Das Museum wurde mit dem Romanikpreis des Landes Sachsen-Anhalt ausgezeichnet.
In einem Rundgang ist u. a. die Westkrypta, der Vorraum zur ehemaligen Nonnenempore mit einigen ausgestellten Kleinfunden, der Innenhof, die Ostkrypta, das Untergeschoss des Südturms und eine Grablege mit einem kleinen Museumsshop zu besichtigen. In der Grablege befinden sich zwei sogenannte Kopfnischengräber. Der Haupteingang erfolgt über das Haus Münzenberg 4.
Im Jahr 2014 besuchten 16.853 Gäste die Baureste der Klosterkirche, davon 2.722 im Rahmen organisierter Touren der Stadtführer.

## Baudenkmale
Der Münzenberg ist im Quedlinburger Denkmalverzeichnis eingetragen. Darüber hinaus sind mehrere Häuser als Einzeldenkmale ausgewiesen, so die Gebäude Münzenberg 8, 31, 50, 54 und 60. Darüber hinaus ist die die St.-Marien-Kirche überbauende Häusergruppe Münzenberg 2–8, 10–13, 15, 16, 65 ebenfalls gesondert denkmalgeschützt.